# James Stopford, IV conte di Courtown
James Thomas Stopford, IV conte di Courtown (Londra, 27 marzo 1794 – Gorey, 20 novembre 1858), è stato un politico irlandese.

## Biografia
Era il figlio di James Stopford, III conte di Courtown, e di sua moglie, Lady Mary Scott. Frequentò il Christ Church (Oxford).

## Carriera
Rappresentò County Wexford nella Camera dei comuni (1820-1830). Nel 1835 successe al padre e prese posto nella Camera dei lord. Servì come High Sheriff of County Wexford (1833) e come Custos rotulorum di County Wexford (1845-1858).

## Matrimoni

### Primo Matrimonio
Sposò, il 4 luglio 1822 a Londra, Lady Charlotte Albina Montagu-Scott (16 luglio 1799-29 febbraio 1828), figlia di Charles Montagu-Scott, IV duca di Buccleuch. Ebbero un figlio:
- James Stopford, V conte di Courtown (24 aprile 1823-24 novembre 1914)

### Secondo Matrimonio
Sposò, il 29 ottobre 1850 a Dublino, Dora Pennefather (1825-10 dicembre 1859), figlia di Edward Pennefather. Ebbero tre figli:
- John Montagu Stopford (15 aprile 1853-22 ottobre 1885), sposò Winfred Ellen Reilly, ebbero una figlia;
- Frederick William Stopford (22 febbraio 1854-4 maggio 1929);
- Walter George Stopford (18 settembre 1855-18 dicembre 1918), sposò Florence Mary Baker, ebbero tre figli.

## Morte
Morì il 20 novembre 1858 a Courtown House, Gorey.

## Ascendenza
|                                       |                                  |                                           | Genitori                                |  |  | Nonni |  |  | Bisnonni                            |  |  | Trisnonni      |  |
|                                       |                                  |                                           |                                         |  |  |       |  |  | James Stopford, I conte di Courtown |  |  | James Stopford |  |
|                                       |                                  |                                           |                                         |  |  |       |  |  | James Stopford, I conte di Courtown |  |  | James Stopford |  |
|                                       |                                  | Frances Jones                             |                                         |  |  |       |  |  | James Stopford, I conte di Courtown |  |  |                |  |
| James Stopford, II conte di Courtown  |                                  |                                           |                                         |  |  |       |  |  | James Stopford, I conte di Courtown |  |  |                |  |
|                                       |                                  | Elizabeth Smyth                           | Edward Smyth, vescovo di Down e Connor  |  |  |       |  |  |                                     |  |  |                |  |
|                                       |                                  | Elizabeth Smyth                           | Edward Smyth, vescovo di Down e Connor  |  |  |       |  |  |                                     |  |  |                |  |
|                                       |                                  | Elizabeth Smyth                           | Elizabeth Smyth                         |  |  |       |  |  |                                     |  |  |                |  |
| James Stopford, III conte di Courtown |                                  | Elizabeth Smyth                           |                                         |  |  |       |  |  |                                     |  |  |                |  |
|                                       |                                  | Richard Powys                             | Richard Powys                           |  |  |       |  |  |                                     |  |  |                |  |
|                                       |                                  | Richard Powys                             | Richard Powys                           |  |  |       |  |  |                                     |  |  |                |  |
|                                       |                                  | Richard Powys                             | Anne Singleton                          |  |  |       |  |  |                                     |  |  |                |  |
| Mary Powys                            |                                  | Richard Powys                             |                                         |  |  |       |  |  |                                     |  |  |                |  |
|                                       |                                  | Mary Brudenell                            | George Brudenell, III conte di Cardigan |  |  |       |  |  |                                     |  |  |                |  |
|                                       |                                  | Mary Brudenell                            | George Brudenell, III conte di Cardigan |  |  |       |  |  |                                     |  |  |                |  |
|                                       |                                  | Mary Brudenell                            | Elizabeth Bruce                         |  |  |       |  |  |                                     |  |  |                |  |
| James Stopford, IV conte di Courtown  |                                  | Mary Brudenell                            |                                         |  |  |       |  |  |                                     |  |  |                |  |
|                                       | Francis Scott, conte di Dalkeith | Francis Scott, II duca di Buccleuch       |                                         |  |  |       |  |  |                                     |  |  |                |  |
|                                       | Francis Scott, conte di Dalkeith | Francis Scott, II duca di Buccleuch       |                                         |  |  |       |  |  |                                     |  |  |                |  |
|                                       | Francis Scott, conte di Dalkeith | Jane Douglas                              |                                         |  |  |       |  |  |                                     |  |  |                |  |
| Henry Scott, III duca di Buccleuch    | Francis Scott, conte di Dalkeith |                                           |                                         |  |  |       |  |  |                                     |  |  |                |  |
|                                       |                                  | Caroline Townshend, I baronessa Greenwich | John Campbell, II duca di Argyll        |  |  |       |  |  |                                     |  |  |                |  |
|                                       |                                  | Caroline Townshend, I baronessa Greenwich | John Campbell, II duca di Argyll        |  |  |       |  |  |                                     |  |  |                |  |
|                                       |                                  | Caroline Townshend, I baronessa Greenwich | Jane Warburton                          |  |  |       |  |  |                                     |  |  |                |  |
| Mary Scott                            |                                  | Caroline Townshend, I baronessa Greenwich |                                         |  |  |       |  |  |                                     |  |  |                |  |
|                                       |                                  | Matthew Robinson                          | Thomas Robinson                         |  |  |       |  |  |                                     |  |  |                |  |
|                                       |                                  | Matthew Robinson                          | Thomas Robinson                         |  |  |       |  |  |                                     |  |  |                |  |
|                                       |                                  | Matthew Robinson                          | Elizabeth Drake                         |  |  |       |  |  |                                     |  |  |                |  |
| Elizabeth Robinson                    |                                  | Matthew Robinson                          |                                         |  |  |       |  |  |                                     |  |  |                |  |
|                                       |                                  | Elizabeth Drake                           | Robert Drake                            |  |  |       |  |  |                                     |  |  |                |  |
|                                       |                                  | Elizabeth Drake                           | Robert Drake                            |  |  |       |  |  |                                     |  |  |                |  |
|                                       |                                  | Elizabeth Drake                           | Sarah Morris                            |  |  |       |  |  |                                     |  |  |                |  |
|                                       |                                  | Elizabeth Drake                           |                                         |  |  |       |  |  |                                     |  |  |                |  |